# Patricia Blair
Pour les articles homonymes, voir Blair.
Patricia Blair, née le 15 janvier 1933 à Fort Worth, au Texas, aux (États-Unis), et morte le 9 septembre 2013 à North Wildwood, dans le New Jersey, aux (États-Unis), est une actrice américaine.
Elle est principalement connue pour avoir joué sur le petit écran dans les années 1960.
Ses rôles les plus marquants sont ceux de Lou Mallory dans la série télévisée L'Homme à la carabine et de Rebecca Boone dans quarante-six épisodes de la série Daniel Boone.

## Biographie

### Carrière
De son nom de naissance Patsy Lou Blake, elle naît à Fort Worth et commence sa carrière dans le mannequinat à l'adolescence, puis quitte son Texas natal pour la Californie, où elle entreprend de devenir actrice à Los Angeles. Son nom devient Patricia Blair à la suite d'une décision prise par les producteurs avec lesquels elle est amenée à travailler, qui le trouvent plus sophistiqué. Dès lors, chacune de ses apparitions est créditée sous ce nom, ou, parfois, sous ceux de Pat Blake ou de Patricia Blake.

### Parcours
Elle obtient son premier rôle dans le film Jump Into Hell en 1955, relatant la bataille de Dien Bien Phu durant la Guerre d'Indochine, puis l'année suivante dans le film d'horreur Les Monstres se révoltent, aux côtés de Bela Lugosi et Lon Chaney Jr. En 1959, elle apparaît dans le film City of Fear, avant d'orienter davantage sa carrière vers la télévision.
Patricia Blair joue dans vingt-deux épisodes de la série L'Homme à la carabine le personnage de Lou Mallory, de 1962 à 1963, mais aussi de Rebecca Boone, la femme du protagoniste de Daniel Boone de 1964 à 1970. L'année suivante, elle se marie avec Martin S. Colbert à Los Angeles. Le couple divorce en 1993.
Elle fait une ultime apparition au cinéma dans Le Cavalier électrique en 1979.

### Décès
Atteinte d'un cancer du sein, Patricia Blair s'éteint des suites de la maladie à son domicile de North Wildwood dans le New Jersey, âgée de 80 ans.

## Filmographie

### Films
- 1955 : Jump Into Hell : Gisele Bonet (créditée sous le nom de Pat Blake)
- 1955 : Le Tigre du Ciel : femme (non créditée)
- 1956 : Crime Against Joe : Christine 'Christy' Rowen
- 1956 : Les monstres se révoltent (The Black Sleep) de Reginald Le Borg : Laurie Monroe
- 1959 : City of Fear : June Marlowe
- 1960 : Cage of Evil : Holly Taylor
- 1979 : Le Cavalier électrique

### Télévision
- 1956 : Telephone Time (série télévisée) : Mary Hamilton (épisode Grandpa Changes the World)
- 1957 : The Bob Cummings Show (série télévisée) : Joanne Taylor (épisode Bob Slows Down)
- 1958 : Mike Hammer (série télévisée) : Vicki Nolan (épisode Four Blind Mice)
- 1959 : Yancy Derringer (série télévisée) : Goldy
- 1959 : Rescue 8 (série télévisée) : Jane Henshaw (épisode No Trespassing)
- 1959 : Richard Diamond (série télévisée) : Julie (épisode Charity Affair)
- 1959 : Steve Canyon (série télévisée) : Janice Taft (épisode Operation Firebee)
- 1960 : The Dennis O'Keefe Show (série TV) : Gretchen Clayhipple (épisode June Thursday)
- 1960 : Not for Hire (série TV) : Gloria Wilder (épisode Adults Only)
- 1960 : Letter to Loretta (série TV) : Gloria Mason (épisode Unconditional Surrender)
- 1961 : The Case of the Dangerous Robin (série télévisée)
- 1962 : Surfside 6 (série télévisée) : Allison Haley (épisode House on Boca Key)
- 1962 : You're Only Young Once (TV) : Liz McDermott
- 1962 - 1963 : L'Homme à la carabine (série télévisée) : Lou Mallory (22 épisodes)
- 1963 : Le Virginien (série télévisée) : Rita Marlow (épisode The Evil That Men Do)
- 1963 : Perry Mason (série télévisée) : Nicolai Wright (épisode The Case of the Badgered Brother)
- 1964 : Bonanza (série télévisée) : Lila Conrad (épisode The Lila Conrad Story)
- 1964 : Temple Houston (série télévisée) : Leslie Hale (épisode Thy Name Is Woman)
- 1964 - 1970 : Daniel Boone (série télévisée) : Rebecca Boone (118 épisodes)
- 1973 : Dusty's Trail (série télévisée) : Mary Ellen Barstow (épisode My Fair Callahan)
- 1974 : ABC Afterschool Specials (série télévisée) : Louise Britton (épisode Runaways)
- 1974 : Happy Anniversary and Goodbye (TV)
- 1975 : Petrocelli (série télévisée) : Angela Gilmartin (épisode The Kidnapping)